# Dirphya gracilior
Dirphya gracilior là một loài bọ cánh cứng trong họ Cerambycidae.